# Nāḩiyat Banān
Nāḩiyat Banān (arabiska: ناحية بنان) är ett subdistrikt i Syrien.   Det ligger i provinsen Aleppo, i den centrala delen av landet, 290 km norr om huvudstaden Damaskus.
Omgivningarna runt Nāḩiyat Banān är i huvudsak ett öppet busklandskap. Runt Nāḩiyat Banān är det ganska tätbefolkat, med 86 invånare per kvadratkilometer.